# Uroctea quinquenotata
Uroctea quinquenotata är en spindelart som beskrevs av Simon 1910. Uroctea quinquenotata ingår i släktet Uroctea och familjen Oecobiidae. Inga underarter finns listade i Catalogue of Life.